# Кальденбах, Мартин
Мартин Кальденбах, Мартин Хесс (нем. Martin Kaldenbach/Caldenbach; Martin Hess/Heß; 1470, Франкфурт-на-Майне — 1518) — немецкий живописец, рисовальщик и гравёр по дереву эпохи Северного Возрождения.

## Биография
Хесс, или Кальденбах, рисовальщик и мастер обрезной гравюры на дереве родился около 1470 года во Франкфурте-на-Майне. В работе Мартин помогал отцу, живописцу Хансу Кальденбаху, более известному под именем Хесс (отсюда двойная фамилия сына), мастерскую которого после смерти отца он возглавил около 1504 года. Альбрехт Дюрер упоминал Мартина Хесса в обращении к своему покровителю Якобу Хеллеру, называя его «вашим художником». Кальденбах, возможно, был одним из учеников Дюрера, поскольку в его работах присутствуют различные мотивы творчества Дюрера. Единственными задокументированными работами Хесса-Кальденбаха являются гравюры на дереве, включающие титульный лист «Реформации города Франкфурта» (Reformation der Stadt Frankfurt) 1509 года и работы Эухариуса Рёсслина 1511 года «Der swangeren Frauen Rosengarten», на которых изображена монограмма Кальденбаха, также встречающаяся на двух его рисунках, датированных 1509 и 1510 годами (Франкфурт, Городской архив). Хессу-Кальденбаху также приписывают по стилевому признаку несколько живописных картин. Предполагают также, что Хесс мог быть родственником А. Дюрера.

## Галерея

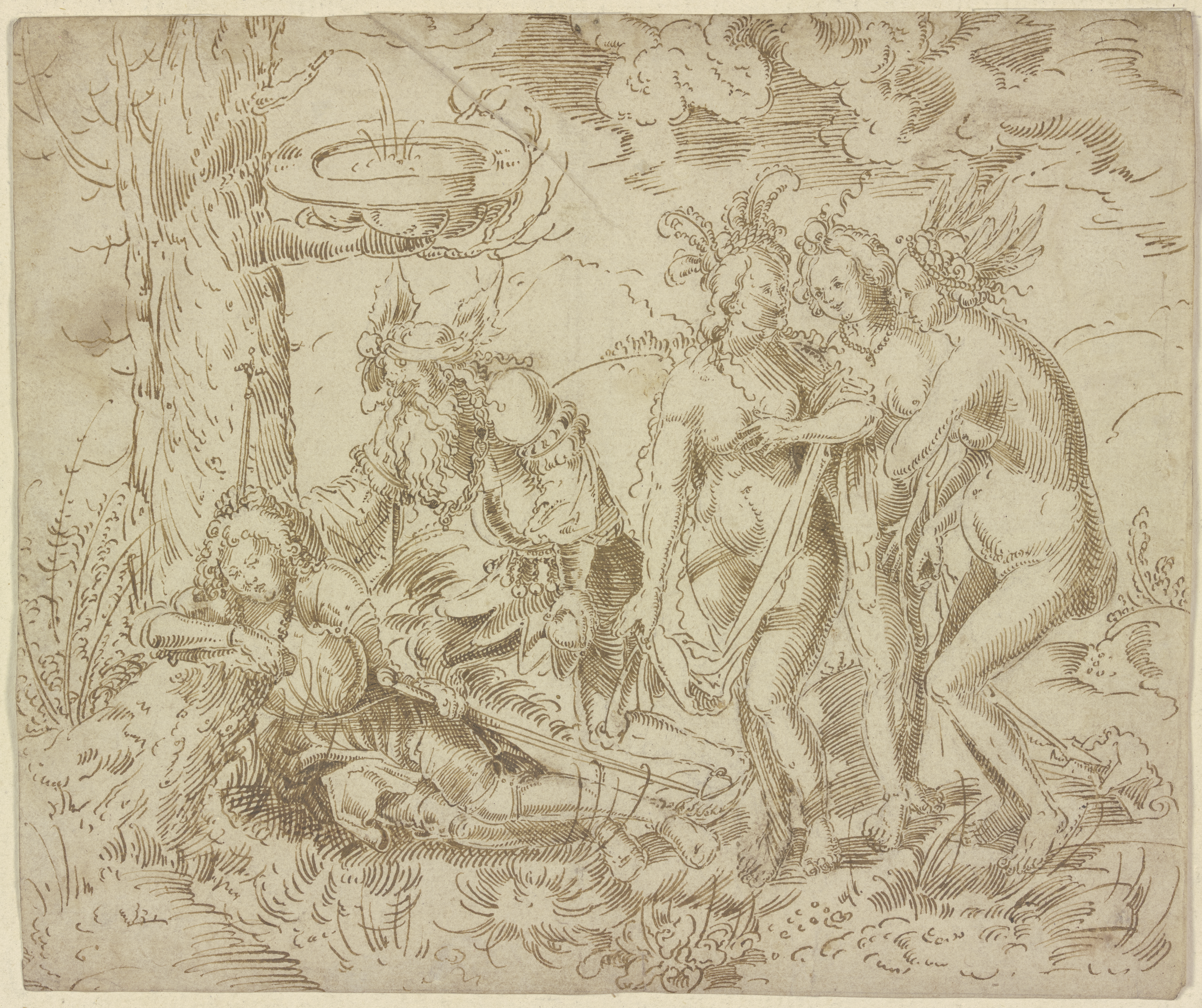
Сон Париса. Бумага, перо, сепия. Штеделевский художественный институт, Франкфурт-на-Майне
Святая Екатерина.  1506. Бумага, перо, сепия. Штеделевский художественный институт, Франкфурт-на-Майне
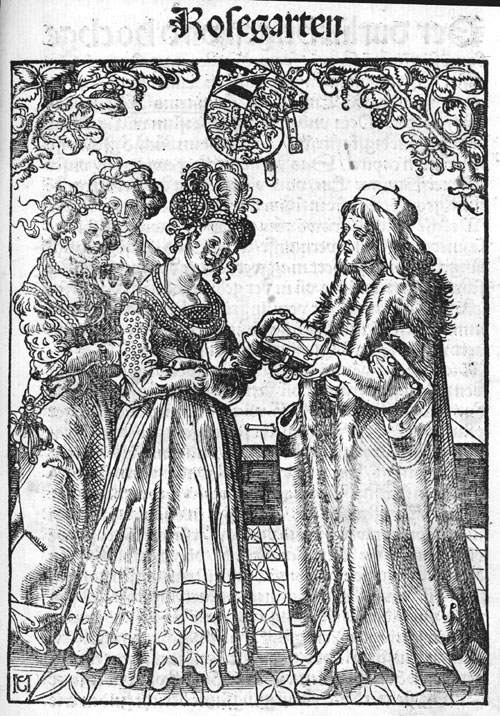
Эухариус Рёсслин. Розовый сад для беременных женщин. 1511. Гравюра на дереве
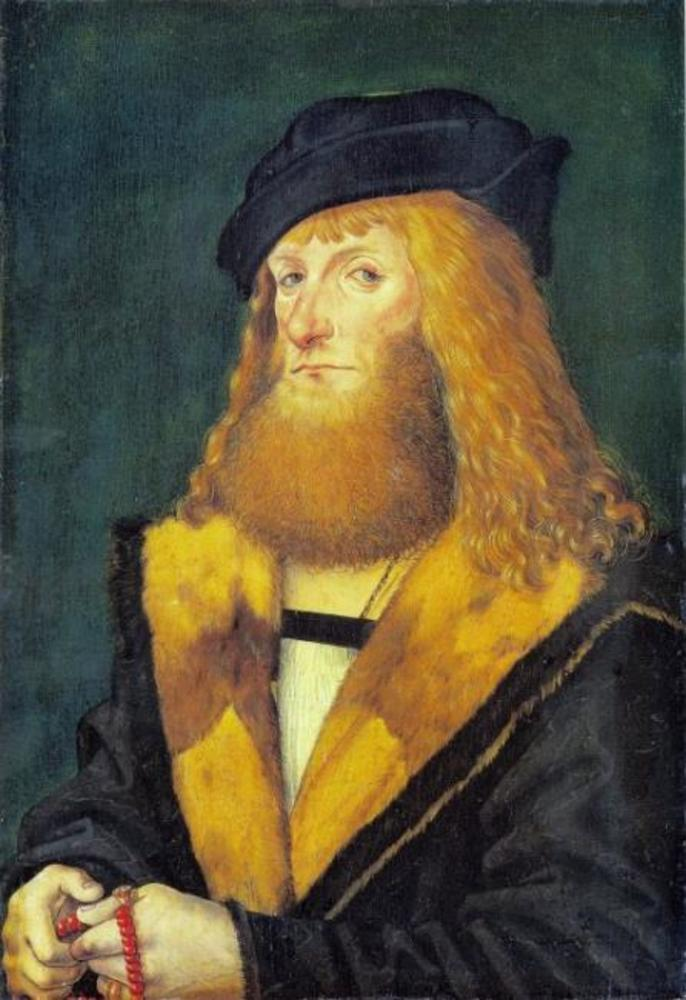
Портрет Якоба Штраленбергера. 1506. Дерево, масло. Штеделевский художественный институт, Франкфурт-на-Майне